# Bocholt
Bocholt es una ciudad alemana ubicada en el noroeste del estado de Renania del Norte-Westfalia. Perteneciente al distrito de Borken, está situada 4 km al sur de la frontera con los Países Bajos. En 2015 tenía una población de 71 443 habitantes.

## Geografía
El límite norte de la ciudad de Bocholt es la frontera alemana con los Países Bajos. Bocholt limita con el distrito de Wesel, en la región administrativa de Düsseldorf, en el suroeste.
Limita al norte con los municipios de holandeses de Aalten y Winterswijk, en el este con la ciudad de Rhede, en el sur con la ciudad de Hamminkeln, y en el oeste con la ciudad de Isselburg.
El clima en la región de Bocholt y el oeste de Münster es templado con influencia marítima, con inviernos muy suaves en comparación con otras regiones alemanas debido a la proximidad al mar y la baja elevación. Los veranos son moderadamente cálidos. La temperatura media en enero es de 2,7 °C y en julio 18,4 °C.

## Relaciones internacionales
Bocholt está hermanada con:
- Rossendale (Reino Unido)
- Aurillac (Francia)
- Bocholt (Bélgica)

y tiene acuerdo de amistad con:
- Wuxi (China)
- Akmenė (Lituania)